# El Casar de Escalona
El Casar de Escalona – gmina w Hiszpanii, w prowincji Toledo, w Kastylii-La Mancha, o powierzchni 39,55 km². W 2011 roku gmina liczyła 2175 mieszkańców.